# Salem (Oregon)
Salem (kiejtése: ˈseɪləm) az USA Oregon államának fővárosa, valamint Marion megye székhelye; egy része Polk megyében található. A Willamette-völgyben, a Marion és Polk megyéket, valamint Salemet és West Salemet elválasztó Willamette folyó mentén fekszik.
A 2020. évi népszámlálás adatai szerint 175 535 lakosa van, ezzel Portland után az állam második legnagyobb városa. A Marion és Polk megyéket felölelő salemi statisztikai körzetnek (amely a portland–vancouver–salemi egyesített régió része) 400 408 lakosa van.
A városban van a Willamette Egyetem, a Corban Egyetem és a Chemeketa Közösségi Főiskola székhelye. A közösségi közlekedést a Cherriots autóbuszai és az Amtrak vonatai biztosítják, közúton pedig a város többek között az Interstate 5-ön közelíthető meg.

## Története

### Nevének eredete
A Willamette-völgyben élő kalapuya indiánok a régiót Chim-i-ki-tinek” (találkozóhely, pihenőhely) nevezték. A metodista misszió az új települést Chemeketának hívta, azonban a Mill-patak közelsége miatt inkább Mill néven volt ismert.
Az Oregoni Intézet bezárása után helyén megalapították az új települést. Egyes források szerint a Salem név William H. Willsontól származik, és a „shalom” („béke”) kifejezés átirata; mások szerint David Leslie tiszteletes Jeruzsálem (Jerusalem) nevének utolsó öt karakterét javasolta, de az elnevezés forrása lehet a Massachusetts állambeli Salem neve is, ahol Leslie tanult. Miután a települést átkeresztelték, többen (köztük Asahel Bush, az Oregon Statesman szerkesztője) javasolták a Chemeketára való visszanevezést.
A név eredetének emléket állít az önkormányzatnál található Béke tér.

### Az első európaiak
Az astoriai vállalatok által alkalmazott szőrmekereskedő és gyűjtögető európaiak először 1812-ben jártak a térségben.
Az első amerikai település a Jason Lee által 1840-ben indított misszió volt Wheatland területén, Salemtől északra. 1842-ben megalapították az Oregoni Intézetet (a Willamette Egyetem elődje); 1844-ben a misszió feloszlott, és helyén létrejött a település.
1851-ben a territóriumi fővárost Oregon Cityből Salembe helyezték át; a rangot 1855-ben rövid időre Corvallis kapta meg, de az év végén visszahelyezték. Salem 1857-ben kapott városi rangot, 1859-ben pedig az újonnan létrejött Oregon állam fővárosa lett.

### Kormányzati épületek
Oregon állam első capitoliuma 1855 decemberében leégett; a szövetségi capitoliumról mintázott utódját 1876-ban adták át. Az épület 1893-ban kupolát kapott, 1903-ban pedig leégett. A harmadik épület 1938-ban nyílt meg; ismertetőjele az Oregoni telepes szobra.

### Mezőgazdasági kiállítás és cseresznyeünnep
A mezőgazdaság mindig fontos szerepet töltött be a város életében; az állami mezőgazdasági szövetség 1861-ben Salemet választotta az állami kiállítás helyszínéül. A város becenevét („Cseresznyeváros”) a gyümölcs korábbi fontos szerepe miatt kapta. 1903-tól az első világháború utánig évente megrendezték a cseresznyeünnepet, ahol cseresznyekirálynőt is választottak. Az eseményt az 1940-es években rövid időre újra megrendezték.

## Földrajzi fekvése és időjárása
Salem a Willamette-völgy észak-közép részén az é. sz. 44° 55′ 51″, ny. h. 123° 01′ 44″44.930833°N 123.028889°W foknál helyezkedik el. A United States Census Bureau nyilvántartott adatai szerint a város teljes területe 120,1 km², melyből 118,4 km² szárazföld és 1,35%-a 1,6 km² víz.
A Willamette-folyó ugyan keresztülfolyik a városon, de Salem ivóvíz-szükségletét a North Santiam folyó szolgáltatja. Más fontos folyók a Mill Creek, a Mill Race, Pringle Creek, és Shelton Ditch. Kisebb mellékfolyói a Clark Creek, Jory Creek, Battle Creek, Croisan Creek, és Claggett Creek, mely keresztülfolyik West Salem területén. Salem Marion és Polk megyékben található. A város tengerszinttől számított magassága a város határain belül 30 és 240 méter között van.
Salem déli részén a vulkanikus Salem Hills és nyugatról a 300 m magas Eola Hills, keletről a Waldo Hills (180 m) öleli körül. Salem északi és keleti része kevésbé dombos, a déli és nyugati része a legváltozatosabb. The Cascades beleértve a Mount Hood és a Mount Jefferson hegyeket valamit a parti hegység a város alacsonyabb részeiről is jól látható.
A Willamette-völgy legnagyobb részének éghajlatát a nyugati óceáni levegő befolyásolja. Az egész év folyamán a terület bőséges csapadékot kap, de a téli időszakban az esőzések gyakoribbak. Egyedül a rövid meleg nyár júniustól kora szeptemberig száraz. A tél folyamán előfordul hóesés, de erős havazás nagyon ritkán. A köd annál gyakoribb, s az esősebb időszakban alacsonyan szálló felhők borítják az eget. Salem évi átlagos hőmérséklete 11 °C, átlagos hóesés 1010 mm. Annak ellenére, hogy Salem Portlandtól délre kb. 64 km távolsága van, éghajlata mégis hűvösebb, mint Portlandnek, melynek átlagos évi hőmérséklete 13,6 °C.
| Hónap                                            | Jan.  | Feb.  | Már.  | Ápr. | Máj. | Jún. | Júl. | Aug. | Szep. | Okt. | Nov.  | Dec.  | Év    |
| ------------------------------------------------ | ----- | ----- | ----- | ---- | ---- | ---- | ---- | ---- | ----- | ---- | ----- | ----- | ----- |
| Rekord max. hőmérséklet (°C)                     | 20,0  | 22,0  | 27,0  | 34,0 | 38,0 | 48,0 | 42,0 | 42,0 | 40,0  | 34,0 | 23,0  | 22,0  | 48,0  |
| Átlagos max. hőmérséklet (°C)                    | 9,1   | 11,2  | 14,3  | 17,0 | 21,7 | 24,8 | 29,7 | 29,8 | 25,8  | 18,8 | 12,0  | 8,6   | 18,6  |
| Átlaghőmérséklet (°C)                            | 5,6   | 6,7   | 8,9   | 11,0 | 14,8 | 17,6 | 21,3 | 21,2 | 18,1  | 12,7 | 7,9   | 5,2   | 12,6  |
| Átlagos min. hőmérséklet (°C)                    | 2,1   | 2,2   | 3,5   | 5,0  | 7,9  | 10,4 | 12,8 | 12,7 | 10,3  | 6,6  | 3,9   | 1,7   | 6,6   |
| Rekord min. hőmérséklet (°C)                     | −23,0 | −20,0 | −11,0 | −5,0 | −4,0 | 0,0  | 2,0  | −1,0 | −3,0  | −7,0 | −13,0 | −24,0 | −24,0 |
| Átl. csapadékmennyiség (mm)                      | 154   | 115   | 110   | 79   | 57   | 32   | 6    | 10   | 37    | 88   | 151   | 177   | 1016  |
| Havi napsütéses órák száma                       | 778   | 118   | 200   | 238  | 282  | 295  | 350  | 319  | 253   | 171  | 86    | 74    | 3164  |
| Forrás: Nemzeti Óceán- és Légkörkutatási Hivatal |       |       |       |      |      |      |      |      |       |      |       |       |       |

## Népesség
A 2010-es népszámláláskor a városnak 154 637 lakója, 57 290 háztartása és 36 261 családja volt. A népsűrűség 1226,4 fő/km2. A lakóegységek száma 61 276, sűrűségük 486 db/km2. A lakosok 79%-a fehér, 1,5%-a afroamerikai, 1,5%-a indián, 2,7%-a ázsiai, 0,9%-a a Csendes-óceáni szigetekről származik, 10,1%-a egyéb, 4,3%-a pedig kettő vagy több etnikumú. A spanyol vagy latino származásúak aránya 20,3% (   )
A háztartások 33,8%-ában élt 18 évnél fiatalabb. 45% házas, 13% egyedülálló nő, 5,2% egyedülálló férfi, 36,7% pedig nem család. 28,8% egyedül élt; 10,4%-uk 65 éves vagy idősebb. Egy háztartásban átlagosan 2,55 személy élt; a családok átlagmérete 3,15 fő.
A medián életkor 34,5 év volt. A város lakóinak 25,2%-a 18 évesnél fiatalabb, 10,8% 18 és 24 év közötti, 27,6%-uk 25 és 44 év közötti, 24,5%-uk 45 és 64 év közötti, 12%-uk pedig 65 éves vagy idősebb. A lakosok 49,9%-a férfi, 50,1%-a pedig nő.

### Városrészi egyesületek
A városrészi egyesületek az önkormányzat által elismert, a várostól független szervezetek:
- Central Area–Downtown
- East Lancaster
- Faye Wright
- Grant
- Highland
- Lansing
- Morningside
- Northeast
- Northeast Salem
- Northeast Lancaster
- Northgate
- South Central
- Southeast Mill Creek
- South East Salem
- South Gateway
- Sunnyslope
- South Salem
- West Salem

## Gazdaság

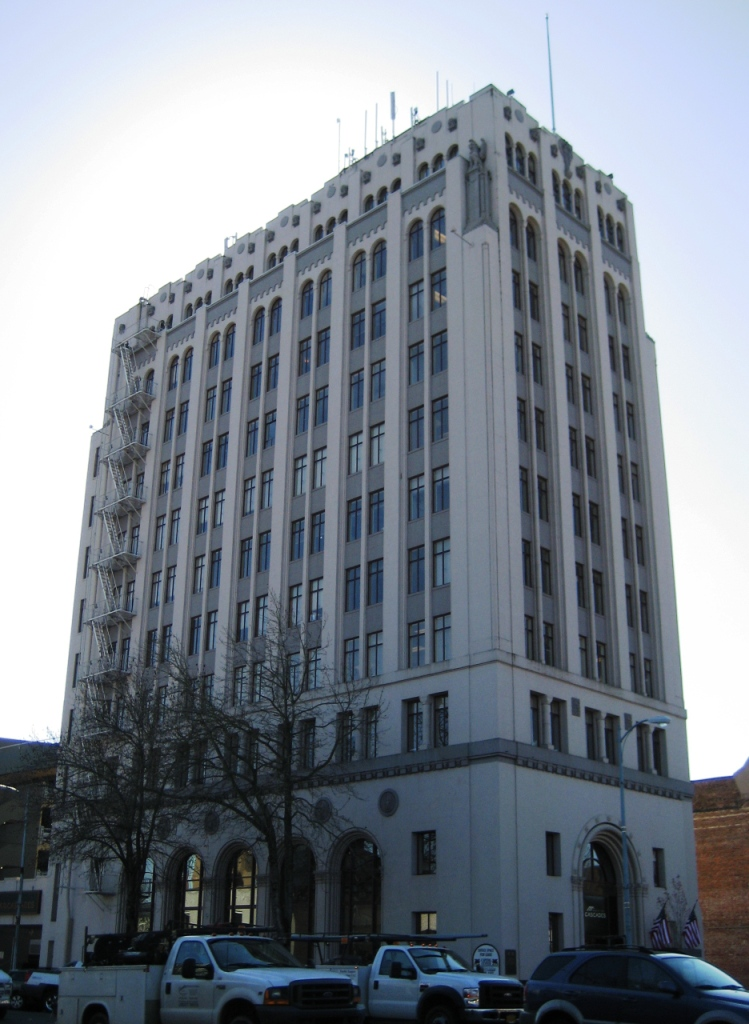
Capitol Center

Salem lakosainak nagyobb részét az állam foglalkoztatja, de sokak dolgoznak farmokon és az élelmiszer-feldolgozó iparban. A város az Interstate 5 útvonalon fekszik, így mindössze egy óra alatt el lehet jutni az állam legnagyobb városába, Portlandbe. Az 1990-es években több számítógépekkel foglalkozó cég telepedett le a városban, viszont a 2003–2004-es évek során a Sumitomo Mitsubishi Silicon Group bezárta a kapuit, így ez az iparág kevesebb munkát biztosít a város lakói számára. A magántulajdonban lévő Salem Hospital 2700 munkást foglalkoztat. Más magánkézben levő munkáltatók a Confederated Tribes of the Grand Ronde’s Spirit Mountain Casino , a T-Mobile Calling Center, GE Security (Formerly Supra Products Inc.), Wachovia Securities, NORPAC Foods, Inc., Roth’s Family Markets, és a Willamette University.

### Legnagyobb foglalkoztatók
A 2015-ös pénzügyi év adatai szerint a város legnagyobb foglalkoztatói:
| Sorszám | Név                            | Alkalmazottak száma |
| ------- | ------------------------------ | ------------------- |
| 1       | Oregon állam                   | 19 700              |
| 2       | Salem Health                   | 6000                |
| 3       | Salem–Keizeri Tankerület       | 4692                |
| 4       | Marion megye                   | 1533                |
| 5       | NORPAC Foods                   | 1500                |
| 6       | Szövetségi kormány             | 1500                |
| 7       | Chemeketa Közösségi Főiskola   | 1401                |
| 8       | Salem városa                   | 1355                |
| 9       | Állami Balesetbiztosítási Alap | 992                 |
| 10      | Walmart                        | 883                 |

## Közigazgatás

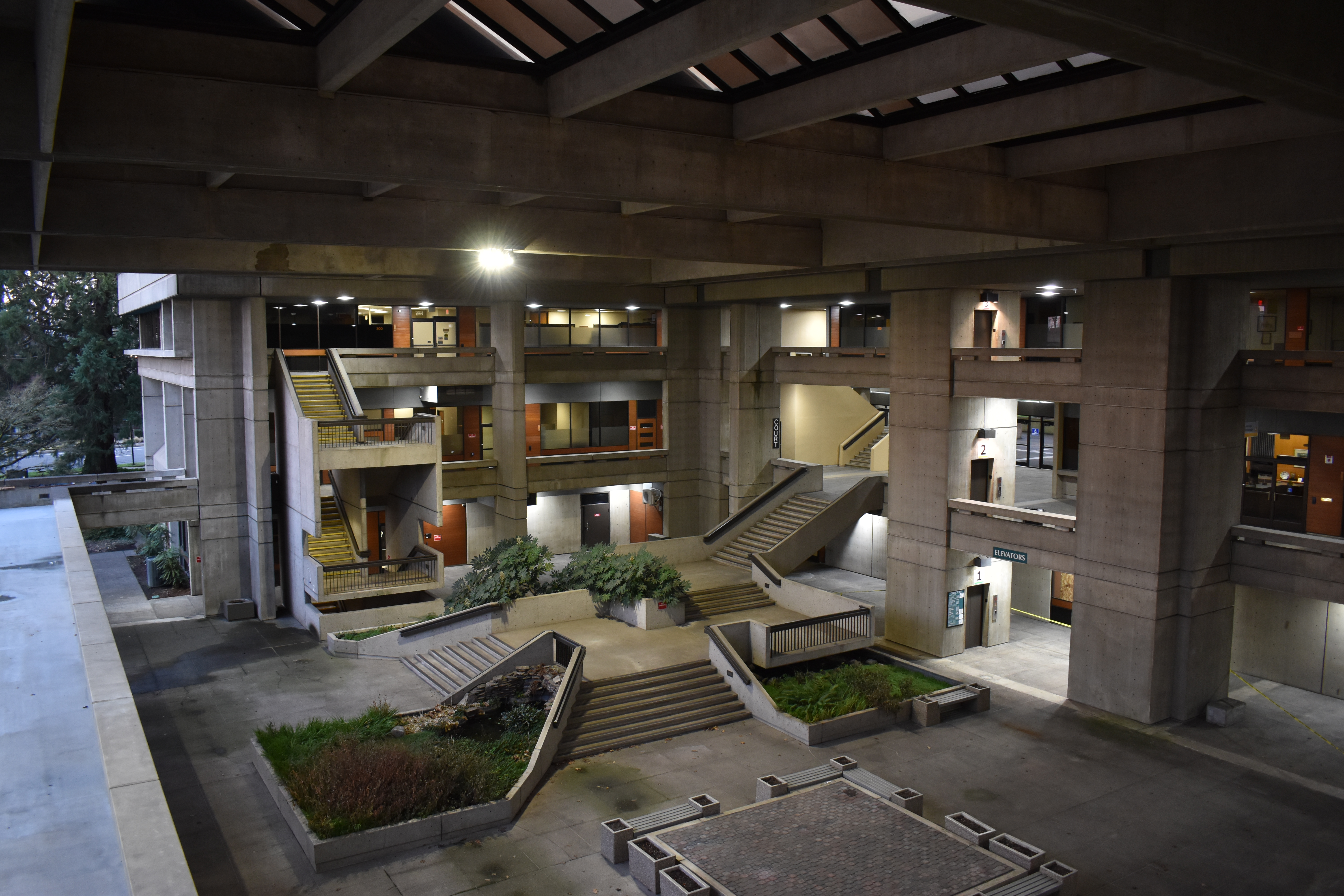
A városháza főlépcsője

A napi működési feladatok ellátásáért városmenedzser felel. A település nyolc választókerülete egy-egy képviselőt választhat.

## Parkok
A 946 hektáron elterülő 46 park, 55 egyéb terület és 47,5 kilométernyi túraútvonal fenntartásáért a város közszolgáltatási osztályának parkfenntartó részlege felel.
A Minto–Brown-szigeti Park 490 hektár területű. A Bush’s Pasture Parkban az államban őshonos oregoni tölgyek, valamint a Bush lakóház találhatóak.
A Waldo Park a világ egyik legkisebb parkja, területe mindössze egy mamutfenyőt foglal magában.

## Kultúra

### Kulturális események

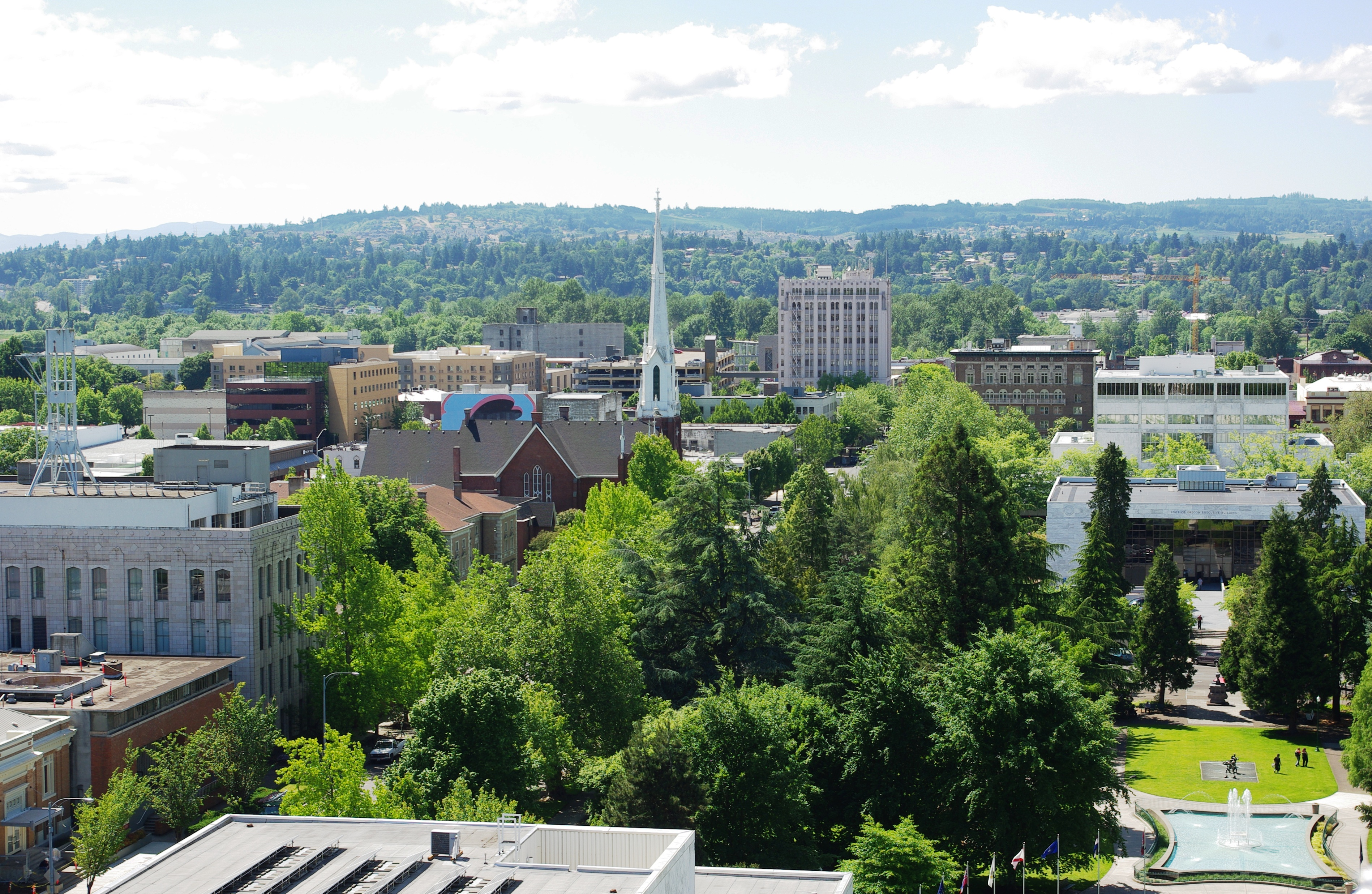
A belváros nyugat felé nézve

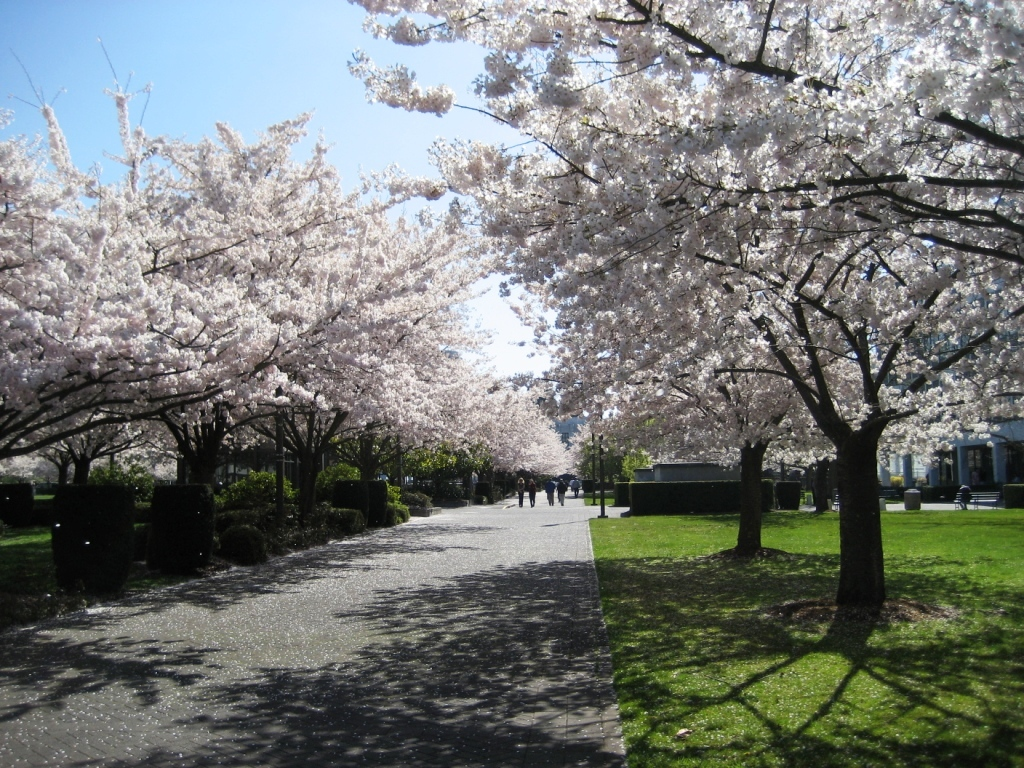
Virágzó cseresznyefák a Capitol Mallon

A szombati piac a capitóliumtól északra fekvő területen május és október között tart nyitva, ahol helyi termékeket (például kézműves áruk és húsok) lehet vásárolni. A városházánál nyaranta termelői piac, decemberben pedig karácsonyi vásár nyílik. A több mint hatvanéves beltéri piac mindennap nyitva van.
A Salemi Multikulturális Intézet által finanszírozott, kétnapos World Beat Festivalon a világ országaiból származó termékeket, zenéket és táncokat mutatnak be, valamint sárkányhajó-versenyt is rendeznek. A városi művészeti szövetség által finanszírozott kiállítást nyaranta rendezik meg.
Az „Egy harapásnyi Salem” eseményen a helyi éttermek kóstolót kínálnak. A Chef’s Night Out borkóstolót a Marion & Polk Food Share rendezi meg.t
A város legjelentősebb eseménye az augusztus végén a munka ünnepén megrendezett állami kiállítás, ahol bemutatókat és versenyeket is rendeznek.
A Mid-Valley Filmfesztiválon helyi és nemzetközi független alkotásokat, a Salemi Filmfesztiválon pedig a korábban Oregonban bemutatott filmeket vetítik. A Pentacle Theatre West Salemben fellépő színtársulat. A Repertory Theatre 2004 és 2009 között állt színpadra.
A Capital Pride felvonulást augusztusban tartják.
Elizabeth Lord és Edith Schryver lakóháza, a Gaiety Hollow szerepel a történelmi helyek jegyzékében. A tulajdonosok építészirodája (Lord & Schryver) tervezte Luke A. Port lakóházát.

### Látnivalók
Salem belvárosában találhatók a Hallie Ford Múzeum, az Elsinore Színház, valamint az A. C. Gilbert gyermekmúzeum is. A város legmagasabb épülete az 1827-ben emelt metodista templom vagy az 1927-ben megnyílt Capitol Center (egy magánfelmérés szerint a templom magasabb). A Thomas A. Livesley egykori polgármester által tervezett Capitol Center egykor az állam legmagasabb kereskedelmi létesítménye volt.
1988-ban Livesley lakóházát az államnak adományozták; ma Mahonia Hall néven a kormányzó hivatalos rezidenciája. Az épület 1990-ben bekerült a történelmi helyek jegyzékébe.
Az állami szimfonikus zenekar évente többször is a városba látogat. A Salem Armory Auditoriumban a Korn és a Phish is felléptek. Az 1975-ben alapított koncertzenekarnak 50–60 tagja van.
A parkosításnak köszönhetően a város (az államban elsőként) harminc éven át mindig megkapta a National Arbor Day Foundation „Tree City USA” elismerését. Számos út mentén cseresznyefákat ültettek.
A régióban számos borászat található, amelyek szervezetten látogathatóak.

### Múzeumok
- Hallie Ford Művészeti Múzeum

## Oktatás

### Közoktatás
A Salem–Keizeri Tankerületnek közel negyvenezer diákja van, ezzel az állam második legnagyobb iskolakerülete. A városban számos magánintézmény (például Blanchet Katolikus Iskola és Salemi Keresztény Akadémia) működik. A Willamette Akadémia részt vesz a Willamette Egyetem ösztöndíjprogramjában.
Bentlakásos intézmények (például Chemawa Indián Iskola és Oregoni Siketek Intézete) is működnek.

### Felsőoktatás
A városban van a Willamette Egyetem, a Corban Egyetem és a Chemeketa Közösségi Főiskola székhelye, de a Tokiói Nemzetközi Egyetem is tart fenn telephelyet. A közösségi főiskolán más intézmények (Portlandi Állami Egyetem, Kelet-oregoni Egyetem, Nyugat-oregoni Egyetem és Oregoni Állami Egyetem) is kínálnak kurzusokat.

## Infrastruktúra

### Közlekedés

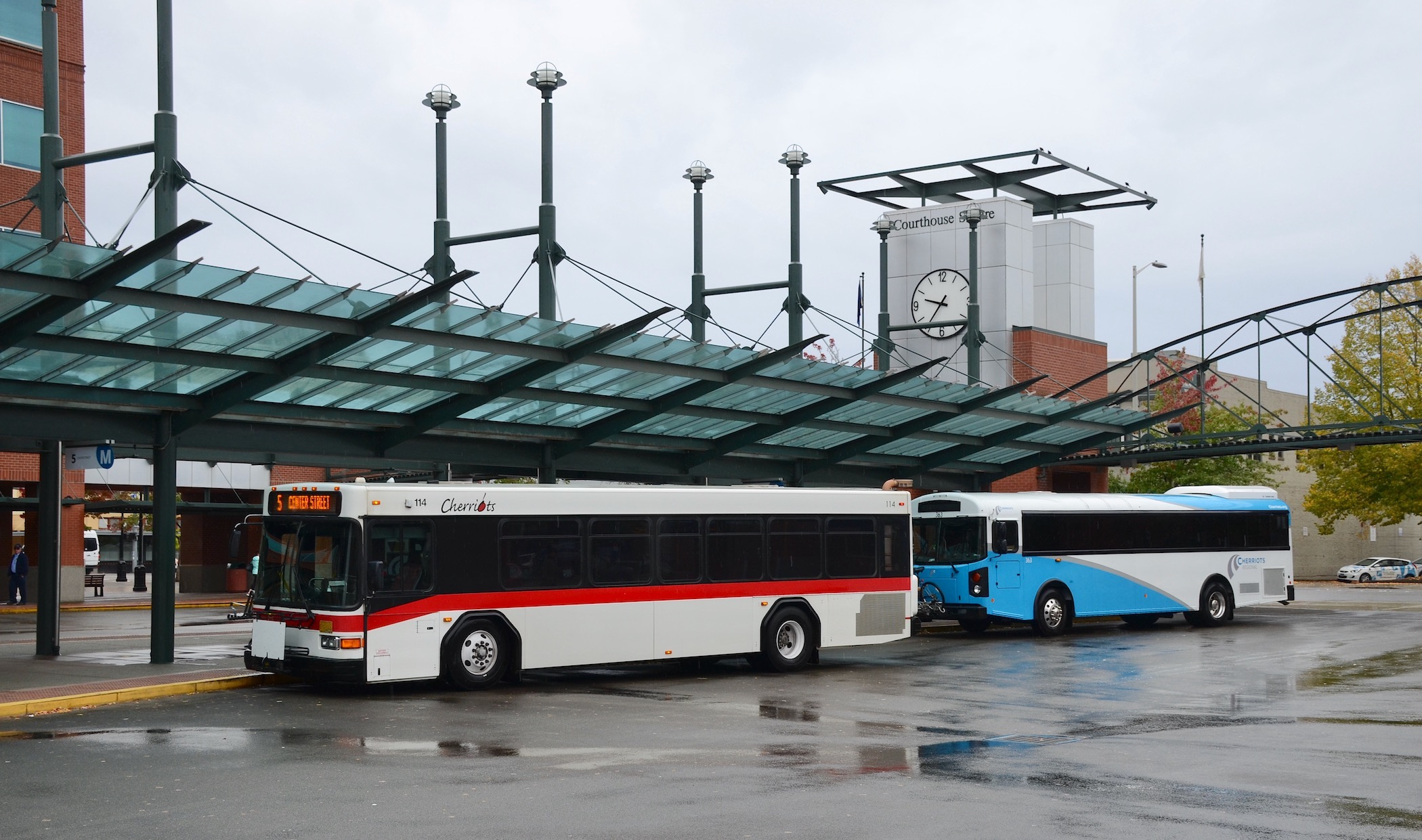
A Cherriots buszvégállomása

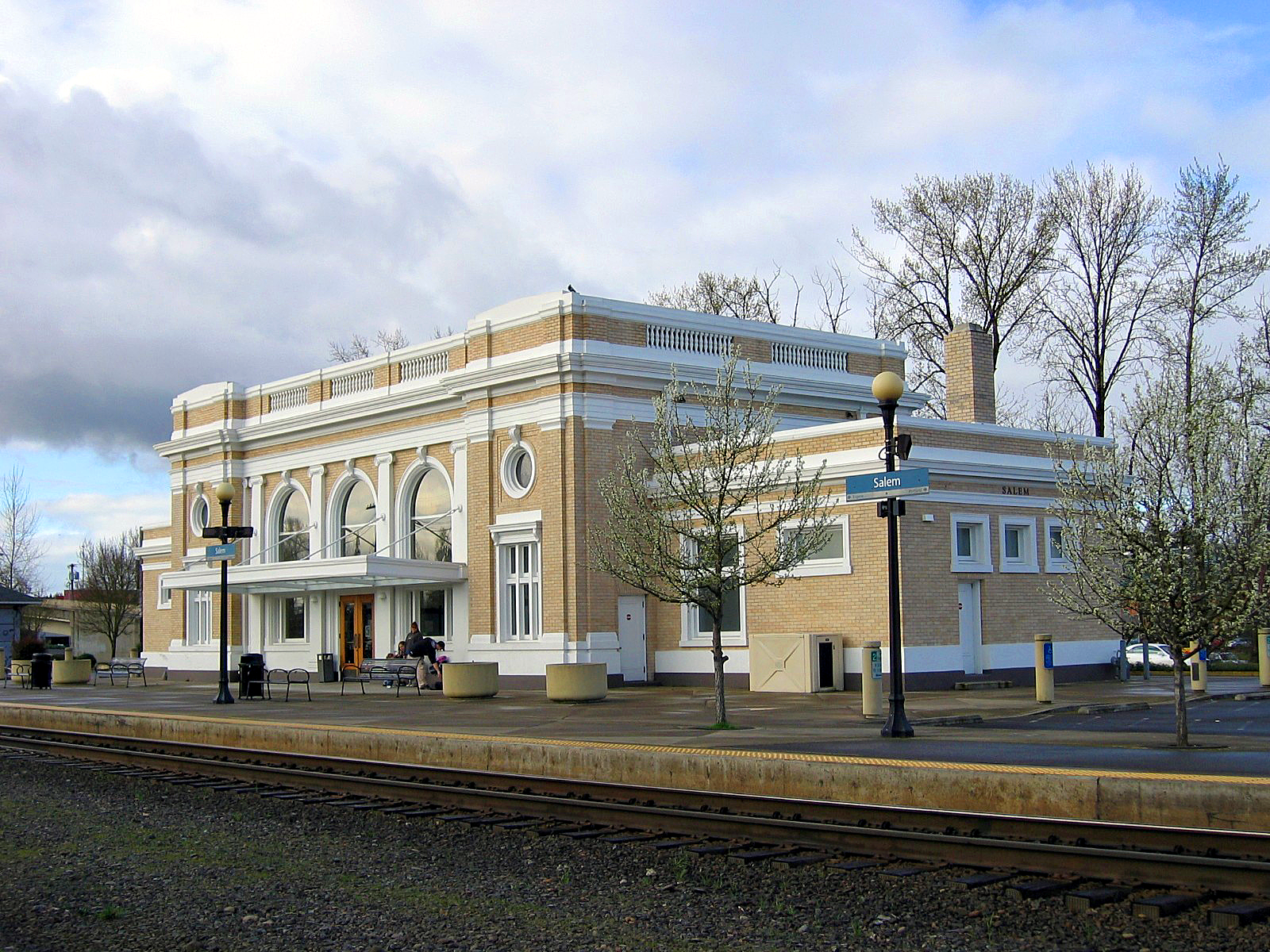
Az Amtrak vasútállomása

A Cherriots városi buszjáratokat, autómegosztó szolgáltatást és mozgáskorlátozott-szállítást végez a városhatárokon belül; a Cherriots Regional (korábban Chemeketa Area Regional Transportation System) regionális autóbuszokat üzemeltet Wilsonville, Dallas és Mill City irányába. A Greyhound Lines Bendig közlekedtet távolsági autóbuszokat.
Az Amtrak Coast Starlight járata Los Angeles és Seattle, az Amtrak Cascades pedig Vancouver és Eugene között jár.
A HUT Airport Shuttle az Oregoni Állami Egyetem érintésével a Portlandi nemzetközi repülőtérrel teremt kapcsolatot.
A Salem tulajdonában álló McNary repülőteret kisgépek és az Oregoni Nemzeti Gárda használja. A Delta Connection 2007 és 2008 között napi kétszer indított repülőket Salt Lake Citybe, azonban az alacsony kihasználtság miatt a járatot megszüntették. A város bejelentette, hogy tervezik a futópálya meghosszabbítását és a terminál kibővítését.
A várost az alábbi utak érintik:
- Interstate 5
- Oregon Route 22
- Oregon Route 51
- Oregon Route 99E
- Oregon Route 99E Business
- Oregon Route 213
- Oregon Route 221

### Egészségügy
A 454 ágyas Salem Hospital a város legnagyobb magánfoglalkoztatója.

## Média
A városban egy napilapot (Statesman Journal) adnak ki. A Capital Press mezőgazdasági hetilap, a Salem Business Journal üzleti tematikájú havilap, a Salem Magazine pedig negyedévente megjelenő kulturális magazin.
A Northwest Television három televízióadót (KWVT-LD, KSLM és KPWC) működtet, emellett kettő, portlandi tévéadót (KPXG-TV és KRCW) Salemben jegyeztek be. Az Oregon Public Broadcasting adása a KOPB-FM és KOAC rádióadókon hallgatható.

## Film
A Száll a kakukk fészkére című filmet majdnem teljes egészében az állami kórházban forgatták.

## Sport
| Csapat                       | Sportág          | Liga                          |
| ---------------------------- | ---------------- | ----------------------------- |
| Salem–Keizer Volcanoes       | Baseball         | Northwest League              |
| Cherry City Roller Derby     | Görkorcsolya     | WFTDA                         |
| Portland Timbers U23s        | Labdarúgás       | USL2                          |
| Willamette Bearcats          | Egyetemi sportok | NCAA III-as divízió           |
| Corban Egyetem               | Egyetemi sportok | Cascade Collegiate Conference |
| Chemeketa Közösségi Főiskola | Egyetemi sportok | Northwest Athletic Conference |

## Nevezetes személyek
- Alfred Carlton Gilbert, feltaláló[73]
- Ben Petrick, baseballjátékos[74]
- Bill Swancutt, amerikaifutball-játékos[75]
- Bob Horn, amerikaifutball-játékos[76]
- Cal Barnes, színész, rendező[77]
- Cory Kendrix, zenész[78]
- Craig Hanneman, amerikaifutball-játékos[79]
- Debbie Armstrong, síelő[80]
- Dolora Zajick, operaénekes[81]
- Donald G. Malarkey, törzsőrmester[82]
- Douglas McKay, a város korábbi polgármestere, egykori kormányzó[83]
- Frank Herbert, író[84]
- George Andrews, matematikus[85]
- Gus Envela Jr., futó[86]
- Herbert Hoover, az USA 31. elnöke[87]
- Jed Lowrie, baseballjátékos[88]
- Jerome Brudos, sorozatgyilkos[89]
- Joe Preston, basszusgitáros[90]
- John Fahey, zenész[91]
- Jon Heder, színész[92]
- Justin Kirk, színész[93]
- Kat Bjelland, énekes[94]
- Kelly LeMieux, basszusgitáros[95]
- Larry Norman, zenész[96]
- Leonard Stone, színész[97]
- Lute Barnes, baseballjátékos[98]
- Michael Totten, újságíró[99]
- Pat Fitzsimons, golfjátékos[100]
- Randall Woodfield, gyilkos[101]
- Richard Laurence Marquette, sorozatgyilkos[102]
- Ron Funches, humorista[103]
- Ryan Allen, amerikaifutball-játékos[104]
- Ryan Bailey, futó[105]
- Stephen Thorsett, csillagász[106]
- Thelma Payne, toronyugró[107]
- Thomas Leigh Gatch, altengernagy[108]
- William L. Sullivan, író[109]
- Zollie Volchok, a Seattle SuperSonics egykori igazgatója[110]

## Testvérvárosok
Salem testvértelepülései:
- Gimhae, Dél-Korea
- Kavagoe, Japán

2014-ben fel kívánták éleszteni a testvérvárosi kapcsolatot az indiai Szálemmel.

## Fordítás
- Ez a szócikk részben vagy egészben  a   Salem (Oregon) című angol Wikipédia-szócikk fordításán alapul.  Az eredeti cikk szerkesztőit annak laptörténete sorolja fel. Ez a jelzés csupán a megfogalmazás eredetét és a szerzői jogokat jelzi, nem szolgál a cikkben szereplő információk forrásmegjelöléseként.